# Altiphylax stoliczkai
Altiphylax stoliczkai là một loài thằn lằn trong họ Gekkonidae. Loài này được Steindachner mô tả khoa học đầu tiên năm 1867.